# دروازه سوار شدن
دروازه سوار شدن (به انگلیسی: Boarding Gate) فیلمی فرانسوی به نویسندگی و کارگردانی الیویه آسایاس که در سال ۲۰۰۷ منتشر شد.
این فیلم برای اولین بار ۱۸ مارس سال ۲۰۰۷ جشنواره فیلم کن و بعد از آن دوباره در فرانسه در ۲۲ اوت ۲۰۰۷ به نمایش درآمد.

## بازیگران
- آزیا آرجنتو
- مایکل مدسن
- کلی لین
- الکس دسکاس
- کیم گوردون